# Charles McNeill Gray

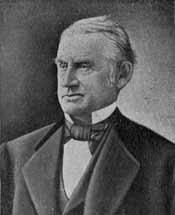
Charles McNeill Gray

Charles McNeill Gray (* 7. März 1807 in Sherburne, Chenango County, New York; † 17. Oktober 1885 in Chicago, Illinois) war ein US-amerikanischer Politiker. In den Jahren 1853 und 1854 war Bürgermeister der Stadt Chicago.

## Werdegang
Über die Jugend und Schulausbildung von Charles Gray ist nichts überliefert. Er arbeitete zunächst in der Baubranche. Diese Tätigkeit musste er nach einem Unfall aufgeben. Ab 1834 war er in Chicago ansässig. Dort war er Straßenbeauftragter und Mitglied der Feuerwehr. Zwischenzeitlich war er auch bei verschiedenen Unternehmern der Stadt angestellt. Um das Jahr 1844 war er selbständiger Kerzenmacher. Später wurde er Frachtagent bei der Eisenbahngesellschaft Lake Shore and Michigan Southern Railroad.
Politisch schloss sich Gray der Demokratischen Partei. Im Jahr 1853 wurde er als Nachfolger von Walter S. Gurnee zum Bürgermeister der Stadt Chicago gewählt. Diese Position bekleidete er während einer Amtszeit in den Jahren 1853 und 1854. Nach dem Ende seiner Zeit als Bürgermeister setzte er seine früheren Tätigkeiten fort. Er starb am 17. Oktober 1885 in Chicago.